# Sanah
Sanah, vlastním jménem Zuzanna Irena Grabowska (* 2. září 1997 Varšava) je polská zpěvačka, houslistka a skladatelka. Dělá hudbu na hranici žánrů indie pop a art pop a také elektropop.
Přezdívka „sanah“ vznikla po zkrácení anglické verze křestního jména zpěvačky – Susannah.

## Život
V sedmi letech se začala učit hrát na housle a v 5. třídě základní školy začala hrát na klavír. V letech 2004–2013 navštěvovala Komplex státních středních hudebních škol ve Varšavě. Další tři roky studovala na Všeobecné střední hudební škole ve Varšavě. V červnu 2019 obhájila bakalářskou práci na Hudební univerzitě Fryderyka Chopina ve Varšavě. Má šest sourozenců.
Zúčastnila se talentových soutěží The Voice of Poland, Mam talent! a Britain’s Got Talent, v nich však neuspěla.
Podepsala hudební smlouvu s vydavatelem Magic Records pomocí Andrzeje Puczyńského. Její první veřejné vystoupení byla účast na Tedx Talks. Popularitu získala díky zveřejňování svých písní na YouTube. V březnu 2019 nahrála vokální party v písni „Rich in Love“ Matta Duska, která byla na 1. místě v seznamu Spotify Viral Top50. V září 2019 vyšel její singl „Idź“, který byl na 1. místě v seznamu Vevo DSCVR New Music Poland. 11. října vydala své první minialbum s názvem Ja na imię niewidzialna mam. Toto mini-album se dostalo na 3. místo v seznamu prodejů OiLS (Winyl), a na seznam 30 nejdůležitějších polských alb podle All About Music v roce 2019.
V lednu 2020 vydala singl „Szampan“, který ohlašuje premiérové studiové album. V lednu 2020 byla nominována do tří kategorií za hudební cenu „Fryderyk“. V květnu vydala album s názvem Królowa dram, která byla první týden po premiéře na špici prodejního seznamu OLiS. 10. května vydala film jako součást kampaně Hot16Challenge, za kterou byla nominována rapperem Zeus. 6. září 2020 vystoupila na Národním festivalu polské písně v Opole se singlem „No sory“, který ohlašuje druhé minialbum Bujda (plánované vydání 23. října 2020) a koncertní turné #NoSory Tour.
V září 2020 se zúčastnila reklamní kampaně SmartDom společnosti Cyfrowy Polsat.

## Diskografie
Studiová alba
| Rok  | Album                                                                                           | Nejvyšší pozice v žebříčku | Nejvyšší pozice v žebříčku |
| Rok  | Album                                                                                           | POL                        | POL (Winyl)                |
| ---- | ----------------------------------------------------------------------------------------------- | -------------------------- | -------------------------- |
| 2020 | Królowa dram - Vydáno: 8. května 2020 - Vydavatel: Magic Records - Formát: CD, digital download | 1                          | 2                          |
| 2021 | Irenka                                                                                          |                            |                            |
| 2022 | Uczta                                                                                           |                            |                            |
| 2022 | Sanah śpiewa poezyje                                                                            |                            |                            |
| 2024 | Kaprysy                                                                                         |                            |                            |

EP
| Rok                                 | Album | Nejvyšší pozice v žebříčku |
| Rok                                 | Album | POL (Winyl)                |
| ----------------------------------- | --- | -------------------------- |
| 2019                                | Ja na imię niewidzialna mam - Vydáno: 11. října 2019 - Vydavatel: Magic Records - Formát: digital download | 3                          |
| 2020                                | Bujda - Vydáno: 11. října 2019 - Vydavatel: Magic Records - Formát: digital download                       | –                          |
| „–” znamená, že singl nebyl uveden. | |                            |

Singly
- vlastní

| Rok                                 | Titul             | Nejvyšší pozice v žebříčku | Nejvyšší pozice v žebříčku | Nejvyšší pozice v žebříčku | Nejvyšší pozice v žebříčku | Nejvyšší pozice v žebříčku | Nejvyšší pozice v žebříčku | Certifikát                | Prodej         | Album                       |
| Rok                                 | Titul             | POL (airplay)              | POL (airplaynowości)       | POL (airplayTV)            | RMF FM                     | Eska                       | SLiP                       | Certifikát                | Prodej         | Album                       |
| ----------------------------------- | ----------------- | -------------------------- | -------------------------- | -------------------------- | -------------------------- | -------------------------- | -------------------------- | ------------------------- | -------------- | --------------------------- |
| 2019                                | „Idź”             | –                          | –                          | –                          | –                          | –                          | –                          |                           |                | Ja na imię niewidzialna mam |
| 2019                                | „Siebie zapytasz” | –                          | –                          | –                          | –                          | –                          | –                          | - POL: złota płyta        | - POL: 10 000+ | Ja na imię niewidzialna mam |
| 2019                                | „Proszę Pana”     | –                          | –                          | –                          | –                          | 23                         | 35                         |                           |                | Ja na imię niewidzialna mam |
| 2019                                | „Cząstka”         | –                          | –                          | –                          | –                          | –                          | –                          |                           |                | Ja na imię niewidzialna mam |
| 2020                                | „Szampan”         | 1                          | 2                          | –                          | 1                          | 1                          | 2                          | - POL: 3× platynowa płyta | - POL: 60 000+ | Królowa dram                |
| 2020                                | „Melodia”         | 1                          | 2                          | 1                          | 1                          | 1                          | 1                          | - POL: 2× platynowa płyta | - POL: 40 000+ | Królowa dram                |
| 2020                                | „Królowa dram”    | –                          | –                          | –                          | –                          | –                          | –                          |                           |                | Królowa dram                |
| 2020                                | „No sory”         | 9                          | 1                          | –                          | 1                          | 7                          | 3                          |                           |                | Bujda                       |
| „–” znamená, že singl nebyl uveden. |                   |                            |                            |                            |                            |                            |                            |                           |                |                             |